# Kimochrysa raphidioides
Kimochrysa raphidioides är en insektsart som beskrevs av Bo Tjeder 1966. Kimochrysa raphidioides ingår i släktet Kimochrysa och familjen guldögonsländor. Inga underarter finns listade i Catalogue of Life.